# Деркач Олексій Васильович

Молодий Олексій Деркач

Олексій Васильович Деркач (нар. 14 березня 1914, Вінниччина — помер 15 грудня 2012 у віці 98) — український контррозвідник, у 1943 році брав участь у гарантуванні безпеки учасників конференції лідерів країн антигітлерівської коаліції в Тегерані. Гвардії полковник у відставці.

## Життєпис
Народився в сім'ї українських селян.
Здобув вчительську освіту та вчителював. Потім вступив у Харкові до Українського комуністичного інституту журналістики, писав матеріали для районної газети. Утім не встиг скласти випускні іспити, як його направили на службу до органів державної безпеки.
Потім навчався в Ташкенті у школі НКВС де вивчив місцеву мову.

У віці та при нагородах

У зв'язку з проведенням з 28 листопада по 1 грудня 1943 у Тегерані перемовин лідерів країн антигітлерівської коаліції — Йосифа Сталіна, Теодора Рузвельта та Вінстона Черчилля Олексію Деркачу доручили організувати оперативну роботу у військах, залучених до гарантування безпеки учасників конференції. Разом з опергрупою він брав участь у затриманні шпигунів-терористів. Усього, як згадував Деркач, фашисти скинули понад 10 десантів. Оперативні групи НКВС та військової контррозвідки «Смерш» арештували 60 німецьких агентів та ще близько 300 диверсантів.
У Тегерані Олексій Деркач, очолюючи відділення військової контррозвідки армії, особисто захопив дев'ять агентів іноземних розвідок. Дві його спецоперації занесено до переліку 50-ти найцікавіших операцій розвідок світу.
Після завершення Тегеранської конференції Олексія Деркача було поранено — він підірвався на вибухівці, переслідуючи останню групу німецьких диверсантів. Після війни Деркач служив у підрозділах військової контррозвідки у Німеччині, на Північному Кавказі та у Київському військовому окрузі.